# Фальский, Марьян
Марьян Фальский (пол. Marian Falski, бел. Мар'ян Фальскі, 7 декабря 1881, Нача, Минская губерния, ныне Белоруссия — 8 октября 1974, Варшава, похоронен на Повонзках) — польский педагог, автор знаменитого «Букваря» (Elementarz), самого популярного польского учебника для начальной школы.

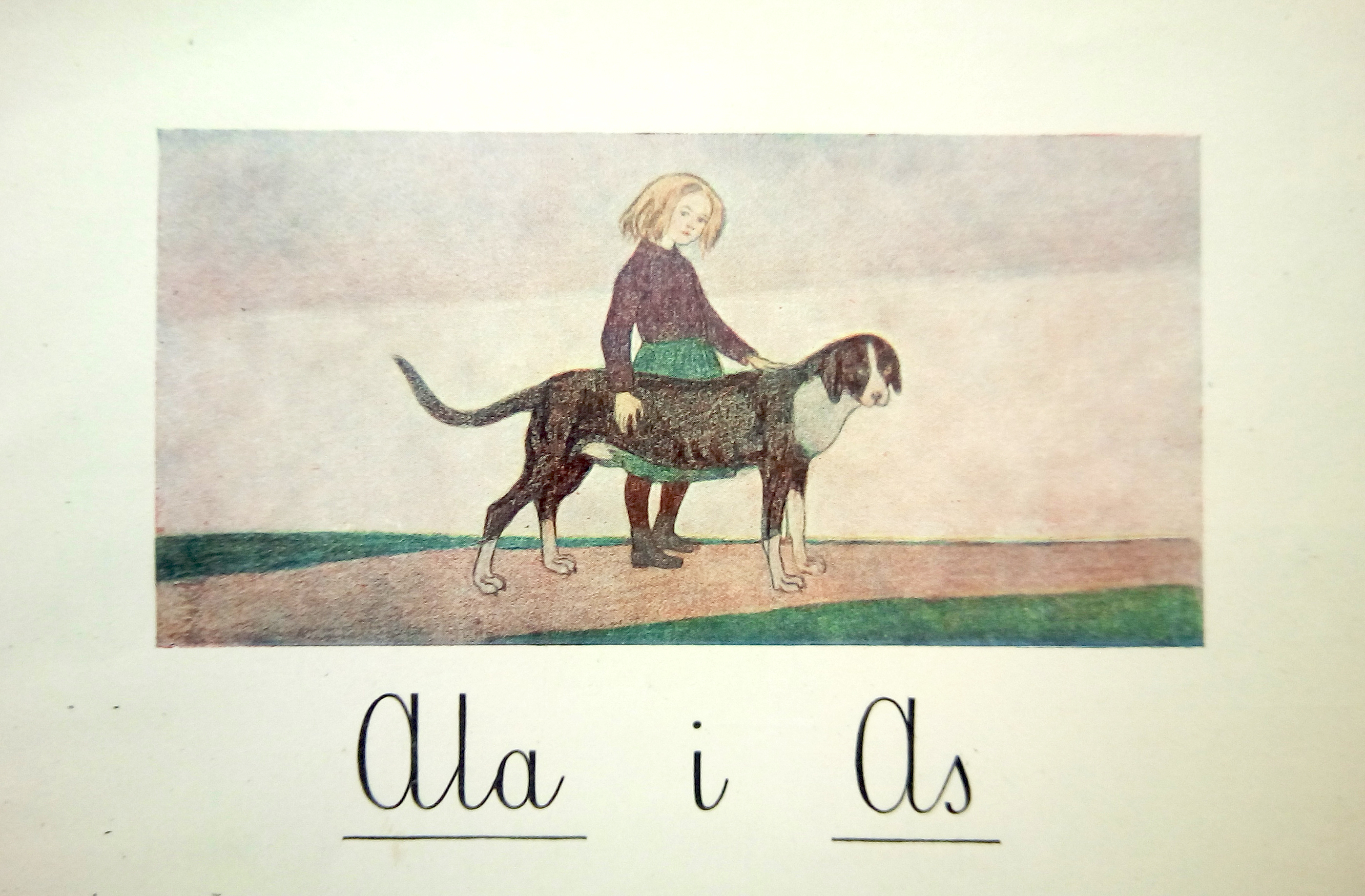
Аля и собака Ас. Иллюстрация Яна Рембовского к первой редакции «Букваря» (1910)

Родился под Слуцком, учился в гимназии в Минске, окончил политехнический институт в Варшаве. В молодости участвовал в белорусских национальных организациях, переводил на белорусский язык польские стихотворения. Выдвигалась гипотеза о его причастности к составлению первого белорусского букваря («Беларускі лемантар»), изданного в Петербурге в 1906 г. анонимно, хотя обычно предполагают авторство иных лиц. Во второй половине 1900-х Фальский — деятель радикальной Польской социалистической партии, арестовывался российскими властями. В 1910 году в Кракове вышла первая версия его знаменитого польского «Букваря», тогда ещё имевшего название «Обучение чтению и письму для детей». В межвоенной Речи Посполитой Фальский работал в польском министерстве просвещения и религиозных культов, в системе образования он остался и в социалистический период, когда получил звание профессора и в 1958 году возглавил лабораторию структуры и организации образования Польской академии наук.
В 2017 году Фальский и его жена Ирена (урождённая Окснер) удостоены звания праведников народов мира за спасение Алины Марголис, впоследствии вышедшей замуж за одного из руководителей восстания в Варшавском гетто Марека Эдельмана. Фальский знал Алину Марголис с детства и подарил ей свой букварь со словами «Але от автора. У Али есть кот», хотя прототипом девочки из его букваря она не была.

## «Букварь»
Вместо обучения по буквам и складам Фальский предложил начинать чтение с простых предложений из коротких, знакомых ребёнку слов, которые читаются так же, как пишутся, и не содержат букв с диакритиками и диграфов (например, к изображению куклы перед зеркалом: Tu stoi lala. I tam stoi lala. Ale to ta sama lala 'Тут стоит кукла. И там стоит кукла. Но это одна и та же кукла'). Постепенно предложения усложняются и вводятся новые правила чтения. С буквами и правилами учащийся знакомится, усваивая слова в целом и анализируя их.

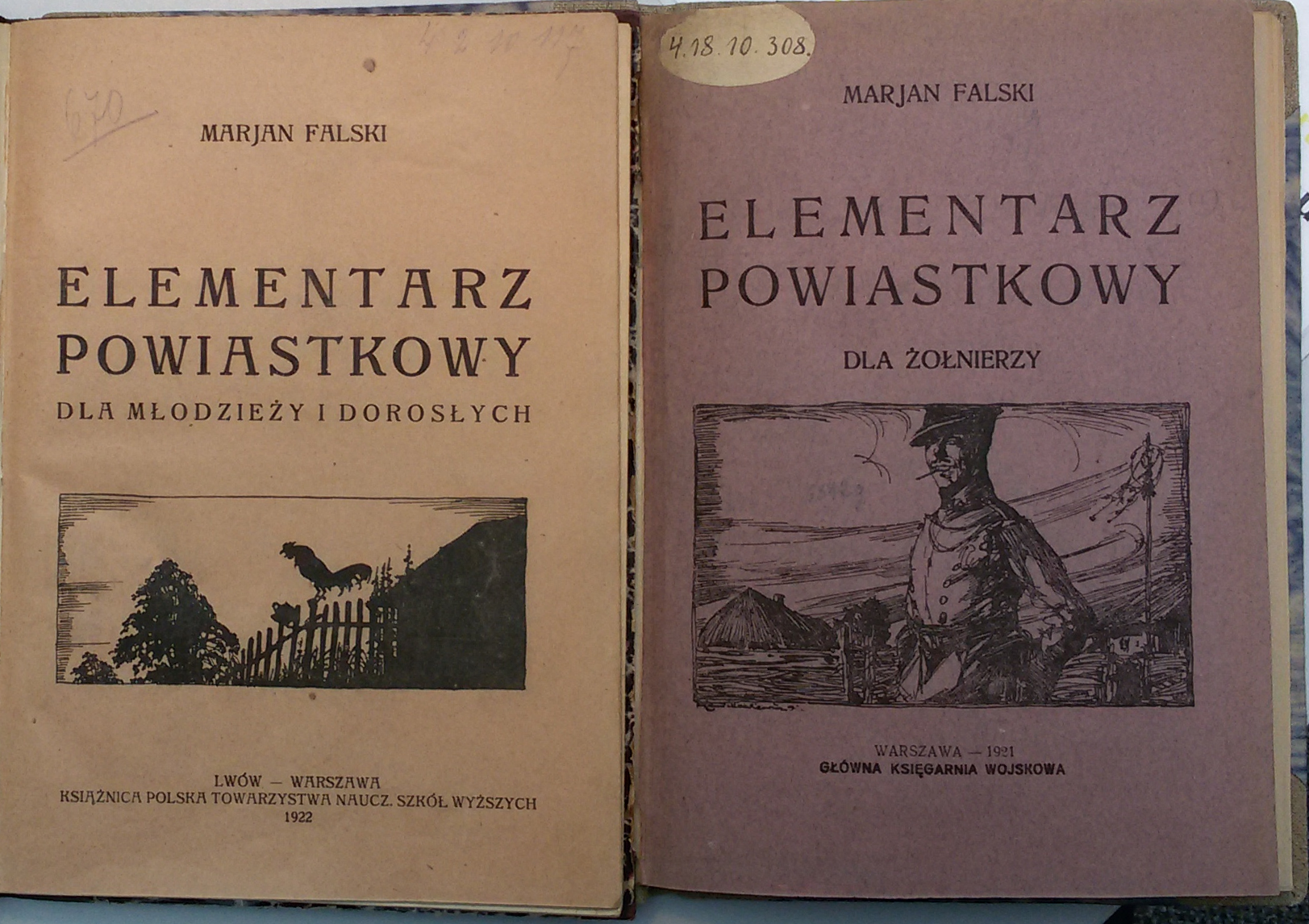
Версии букваря Фальского для взрослых: гражданский (слева) и солдатский (справа). Художник Камиль Мацкевич

В межвоенный период вышло ещё несколько версий «Букваря», в том числе для городских и деревенских детей, а также неграмотных солдат (с армейскими сценками).
После 1945 года букварь Фальского стал обязательным в начальной школе. В последующие издания ввели сравнительно небольшие элементы коммунистической пропаганды, а также портреты Берута и Рокоссовского (после их отставки убранные), но в основе текст остался прежним. Кроме того, в послевоенные издания вошли басня Александра Фредро и детские стихи Юлиана Тувима и Антония Слонимского. Автор продолжал редактировать учебник до конца жизни: например, в нём появились упоминания космических полетов. Последнее издание вышло в 1982 году, но в XXI в. «Букварь» стал переиздаваться (в основном по редакции 1971 г.).

## «Букварь» в культуре
Букварь Фальского иллюстрировало несколько поколений польских художников и каллиграфов, в том числе Ян Рембовский, Владислав Скочиляс, Тадеуш Гроновский, Януш Грабяньский и другие.
Символом букваря Фальского (и школьного обучения вообще, подобно «Мама мыла раму» в России) в польской культуре выступает фраза Ala ma kota ('у Али есть кот'). Такая фраза была в изданиях 1930—1949 годов, в более поздних версиях кот принадлежит мальчику Олеку. Вот некоторые из аллюзий на эту фразу:
- Мультфильм «У Али есть кот» Лехослава Маршалка (1961);
- Название волшебной страны Alamakota у Яна Бжехвы («Триумф пана Кляксы», 1965);
- Музыкальная композиция «Ala ma kota» Ежи Возьняка (1972);
- Серия книг «Ala Makota» с центральным персонажем Алей Макотой, автор Малгожата Будыньска (2000—2011).